# Wohnhausanlage Langobardenstraße 207
Die Wohnhausanlage an der Langobardenstraße 207 ist ein Gemeindebau im 22. Wiener Gemeindebezirk Donaustadt.

## Geschichte
Im Roten Wien der Zwischenkriegszeit entstanden zahlreiche kommunale Wohnbauten, einige davon auch jenseits der Donau. Während der Goethehof in Kaisermühlen nahe der Reichsbrücke mit 727 Wohnungen der größte Gemeindebau des späteren 22. Bezirks wurde, entstand westlich von Aspern an der Langobardenstraße 207 von 1932 bis 1933 nach Entwürfen von Adolf Stöckl die mit nur 20 Wohnungen kleinste kommunale Wohnanlage der heutigen Donaustadt. Zudem war es bis nach dem Zweiten Weltkrieg der vom Stadtzentrum am entferntesten gelegene Gemeindebau des Bezirks, der nur durch die Straßenbahnlinie 217/317 an das öffentliche Verkehrsnetz angeschlossen war. Eine Filiale der Städtischen Bücherei, die sich ursprünglich im Haus befand, wurde bereits 1935 in einen Kindergarten umgebaut. Von 2008 bis 2009 erfolgte eine Renovierung der Anlage, bei der unter anderem in den derzeit 20 Wohnungen Gas-Kombithermen eingebaut wurden.

## Allgemeines

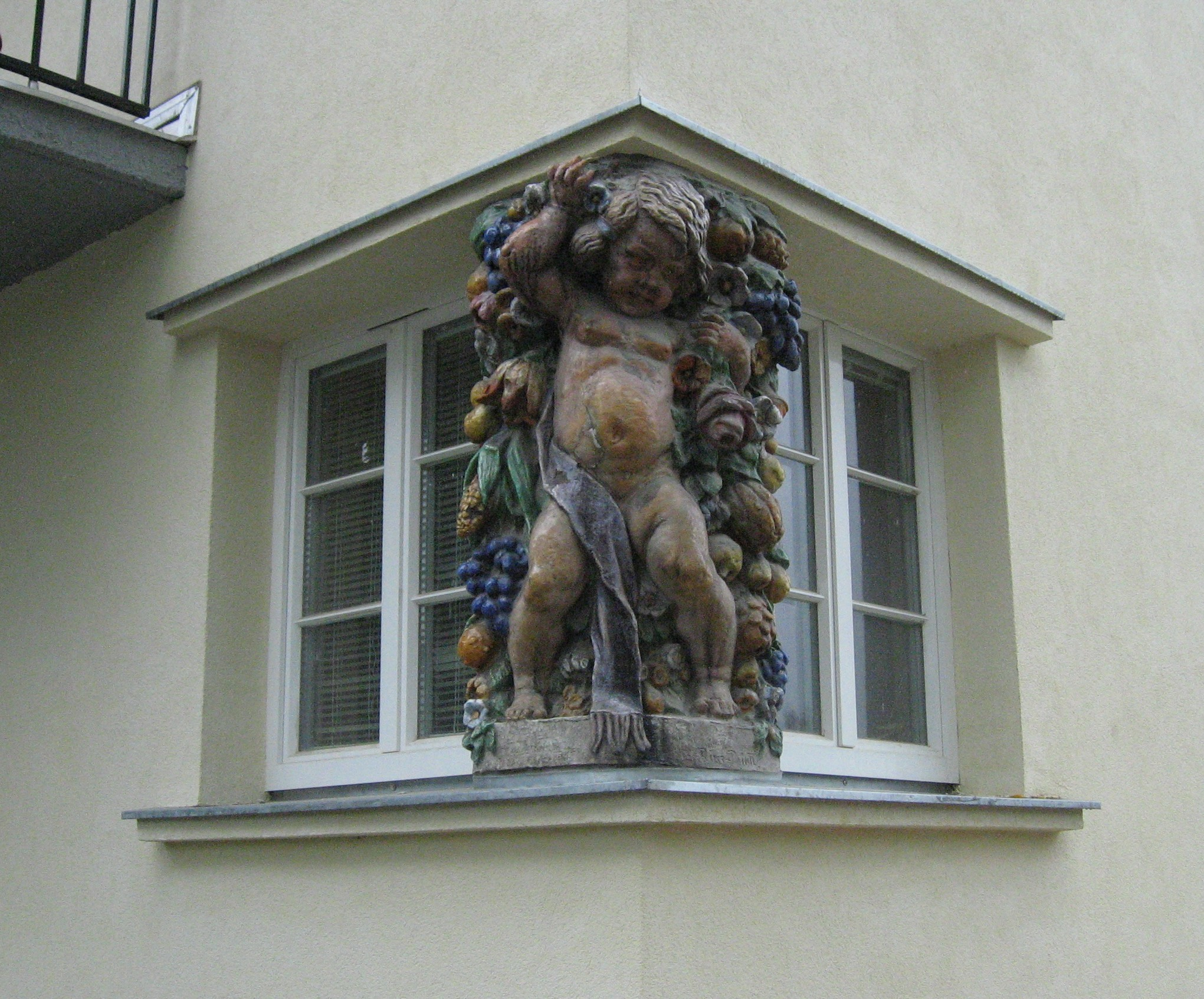
Putto am Eckfenster

Die denkmalgeschützte Wohnhausanlage liegt an der Langobardenstraße direkt an der Endstelle der Straßenbahnlinie 25 und gegenüber dem Asperner Friedhof. Westlich davon befindet sich ein 1937 errichtetes Schulgebäude, im Osten die Asperner Pfarrkirche St. Martin. Im Souterrain des Hauses befindet sich ein Kindertagesheim, das aufgrund des Gefälles des Geländes an dieser Stelle an der Rückseite des Gebäudes in ebenerdiger Lage ist und einen Garten mit Spielplatz nutzt.
Bemerkenswert an der Wohnanlage sind unter anderem das verglaste Stiegenhaus und die Eckbalkone. Zwei Eckfenster an der vorderen Fassade sind mit bunt glasierten Putto-Reliefs des Wiener-Werkstätte-Künstlers Russ-Paintl verziert.